# مشروع ميناء غزة
ميناء غزة البحري هو ميناء بحري مخطط له في قطاع غزة. تم ذكر إنشاء ميناء غزة البحري في اتفاقية أوسلو الأولى، منذ عام 1993. حددت مذكرة شرم الشيخ لعام 1999 أن أعمال البناء يمكن أن تبدأ في 1 أكتوبر 1999. بدأ المشروع في 18 يوليو 2000، لكنه توقف في مرحلة مبكرة بسبب إعاقة توريد مواد البناء والتدمير من قبل الجيش الإسرائيلي في سبتمبر وأكتوبر 2000 عندما اندلعت الانتفاضة الثانية. أعادت اتفاقية الحركة والعبور لعام 2005، عقب انسحاب إسرائيل من غزة، إعلان بدء الأعمال. ووعدت إسرائيل بطمأنة المانحين بأنها لن تتدخل في تشغيل الميناء. اعتبارًا من عام 2014، لم يتم استئناف البناء.

## خطط الموانئ في عملية السلام
أعلنت اتفاقية أوسلو الأولى لعام 1993 عن برنامج لإنشاء منطقة ميناء بحري لغزة. وأعيد الإعلان عن الخطط في اتفاقية غزة أريحا لعام 1994. حددت مذكرة شرم الشيخ لعام 1999 أن أعمال البناء يمكن أن تبدأ في 1 أكتوبر 1999، لكن البناء لم يبدأ حتى يوليو 2000. التزمت إسرائيل بتسهيل الأعمال. كما حددت المذكرة أن الميناء لن يتم تشغيله بأي شكل من الأشكال قبل التوصل إلى "بروتوكول ميناء بحري" مشترك. ومع ذلك، لم يتم التوقيع على مثل هذا البروتوكول.

## خطة السلطة الفلسطينية 1994/2000
في عام 1994، خصصت الحكومة الهولندية حوالي 45 مليون خولده هولندي (حوالي 23 مليون يورو) لمشروع ميناء غزة البحري. وخصصت فرنسا 20 مليون دولار أمريكي إضافية. وفي العام نفسه، وقعت السلطة الفلسطينية والمجموعة الهولندية الأوروبية الفرنسية لتنمية غزة (EGDG) عقدًا للمشروع. كان من الصعب التوصل إلى إجماع مع إسرائيل حول القضايا المتعلقة بالهندسة والعمليات والأمن. بسبب العرقلة الإسرائيلية، انتهى عقد 1994 قبل أن يبدأ الأشغال.
في 20 أبريل 2000، وقّع الطرفان على عقد جديد. بدأت المرحلة الأولى من المشروع في 18 يوليو. أوقف البناء، حيث رفضت إسرائيل تسهيل توريد مواد البناء اللازمة. في 17 و 18 سبتمبر 2000، دمرت الدبابات الإسرائيلية موقع المشروع. في أكتوبر، قصفت إسرائيل موقع البناء رداً على حادثة رام الله. بعد ذلك، توقفت الدول المانحة عن تمويل المشروع وتوقف العمل في الميناء.

## خطة 2011 الإسرائيلية
في مارس 2011، كشف وزير النقل الإسرائيلي يسرائيل كاتس عن خطة لبناء جزيرة قبالة سواحل قطاع غزة مع موانئ بحرية وجوية ومنطقة سياحية ومحطة لتحلية مياه البحر. قد تدار الجزيرة من قبل السلطة الفلسطينية ويمكن أن تكون تحت السيطرة الدولية لمدة 100 عام على الأقل لضمان أمن إسرائيل. سيتكلف المشروع ما بين 5 مليارات دولار و 10 مليارات دولار، وسيستغرق إكماله من ست إلى عشر سنوات.
وقال كاتس إن المشروع سيعفي إسرائيل من مسؤولية السيطرة على التجارة مع غزة و"يهدف إلى قطع كامل مع قطاع غزة، بينما تستمر إسرائيل الآن في تحمل مسؤولية تجارة هذه المنطقة لأننا لم نسمح ببناء ميناء. والمطار " ... " سيسمح لنا بقطع جميع العلاقات مع غزة مع الحفاظ على سيطرتنا على الأمن البحري من خلال الحصار، وهو أمر حاسم في عرقلة تجارة الأسلحة" [وستسمح الخطة لإسرائيل] "بأخذ زمام المبادرة وكسب الدعم الدولي وفتح أفق سياسي لقضية غزة الرئيسية دون الاعتماد على حماس".
ووصف دعاة حماية البيئة ومسؤولون فلسطينيون المشروع بأنه "خيالي" و"جنون" واتهموا الوزير بالانتهازية السياسية. قال متحدث باسم السلطة الفلسطينية إن هناك العديد من الإجراءات الأبسط لتحسين حياة الفلسطينيين. وأضاف "إذا كانوا يريدون مساعدة الفلسطينيين فعليهم انهاء الحصار على غزة والسماح بإعادة دمج الضفة الغربية وقطاع غزة وإقامة دولة فلسطينية. ثم نرحب بهم لتقديم مقترحات".

## خطة السلطة الفلسطينية 2014
في فبراير 2014، كشف وزير النقل الفلسطيني نبيل ضميدي أن السلطة الفلسطينية ومصر تعملان على خطط لبناء مطارين في الضفة الغربية، بالإضافة إلى ميناء بحري في قطاع غزة وخط للسكك الحديدية بين قطاع غزة والقاهرة. وقعت وزارة النقل بروتوكول تعاون مع هيئة الطيران المدني المصرية للاستفادة من الخبرات المصرية. تضمنت الخطط بناء مطار شرقي أريحا ومطار ثان أصغر في مكان ما في المنطقة ج.
في مايو 2014، أصدر المرصد الأورومتوسطي لحقوق الإنسان ورقة عمل حول إمكانيات تحقيق خطط الميناء كإجابة على الحصار المفروض على قطاع غزة. وقالت المفوضية السامية للأمم المتحدة لحقوق الإنسان، نافانيثيم بيلاي، إن الحصار انتهاك لحقوق الإنسان والقانون الإنساني. ينصّ دليل سان ريمو عن القانون الدوليا لمطبق على النزاعات المسلحة في البحر على أنه إذا لم تصلهم الإمدادات الضرورية لبقائهم على قيد الحياة، فيجب على الطرف المحاصر تزويدهم بهذه المواد.

## ميناء مدينة غزة
حاليا، لدى غزة ميناء صغير فقط في مدينة غزة، هو ميناء غزة. وهو الميناء الرئيسي لقوارب الصيد الفلسطينية والشرطة البحرية الفلسطينية. يخضع ميناء غزة للحصار الإسرائيلي منذ عام 2007، عندما فرضت إسرائيل حصارًا صارمًا على غزة.

## روابط خارجية
- المعوقات الإدارية التي تواجه مشروع ميناء غزة (بالإنجليزية). محمود زكريا المدهون، مايو 2007